# Osage jezik
Osedži (ISO 639-3: osa; engleski. Osage, osedži. 𐓏𐒰𐓓𐒰𐓓𐒷 𐒻𐒷‎,  Wažáže ie) je američki indijanski jezik. Uz jezike omaha [oma], ponca [oma], quapaw [qua] i kansa [ksk] pripada dhegiha skupini siuskih jezika. Osedži se bilježi latiničnim pismom s dijakritičkim znakovima i osedži pismom razvijenim 2006. godine.

## Oživljavanje jezika
Ovim jezikom je 1922. godine govorilo 5 izvornih govornika. Lucille Belle Robedeaux, rođena 10. lipnja 1915. i preminula 3. studenoga 2005. bila je posljednja živuća izvorna govornica osedžija.
Trenutno 15-20 osoba govori osedži kao drugi jezik, uz oko 300 učenika upisanih u osedži jezični program pod vodstvom Mongraina Lookouta.

## Vanjske poveznice
- Ethnologue (14th)
- Ethnologue (15th)